# Pro-Patria-Institut
Das Pro-Patria-Institut (PPI) (estnisch: koolituskeskus Pro Patria) ist eine estnische Organisation der Zivilgesellschaft mit Sitz in Tallinn. Es versteht sich als Schulungszentrum für politische Bildung und steht als parteinahe Stiftung der estnischen konservativen Partei Pro Patria und Res Publica Union (Isamaa ja Res Publica Liit) nahe. Sie erfüllt damit in Estland ähnliche Aufgaben wie die Konrad-Adenauer-Stiftung und arbeitet auch eng mit dieser zusammen.
Das PPI wurde 1995 von führenden Politikern der „Isamaa“, der konservativen Vaterlandspartei, wie Mart Laar, Matti Maasikas, Tiit Arge, Toivo Jürgenson, Tõnis Lukas, gegründet. Heutiger Vorsitzender ist der ehemalige Außenminister Estlands, Trivimi Velliste.
Das Pro Patria Institut gehört dem EVP-nahestehenden „Centre for European Studies“ (CES) an. 
Im Zentrum der Aktivitäten des PPI steht politische Bildung. Im Rahmen von Seminaren, Konferenzen, Rundtischgesprächen und Diskussionen werden gesellschaftspolitische Themen debattiert. 